# Brunton (Northumberland)
Brunton – wieś w Anglii, w hrabstwie Northumberland. Leży 61 km na północ od miasta Newcastle upon Tyne i 457 km na północ od Londynu.